# Bistagno
Bistagno és un municipi situat al territori de la província d'Alessandria, a la regió del Piemont, (Itàlia).
Limita amb els municipis de Castelletto d'Erro, Melazzo, Monastero Bormida, Montabone, Ponti, Rocchetta Palafea, Sessame i Terzo.

## Galeria

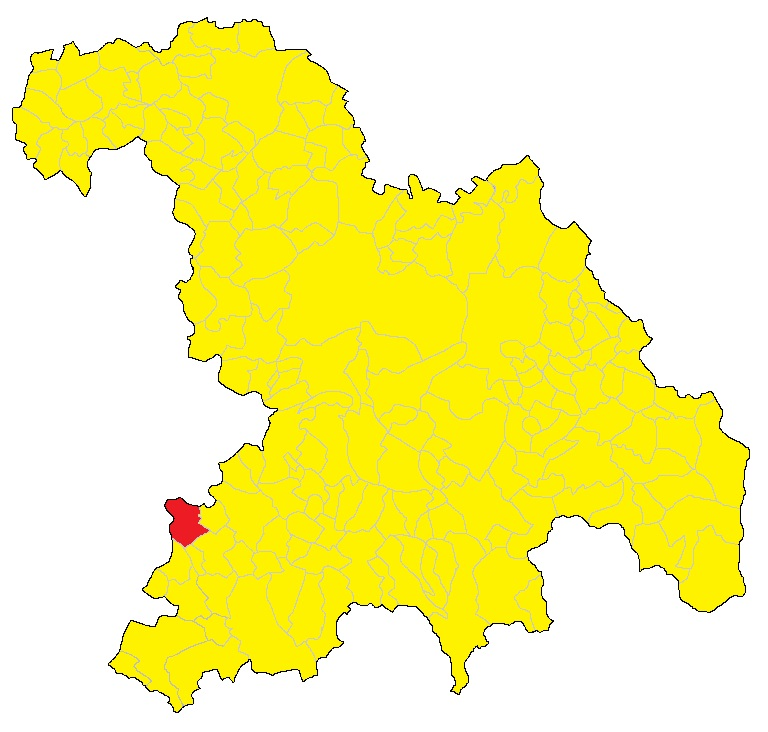
Localització del municipi de Bistagno a la prov. d'Alessandria (Piemont)